# Galušak
Galušak je naselje v Občini Sveti Jurij ob Ščavnici.